# Lövan
Lövan (Jämtska: Lauva) är ett vattenflöde i norra Härjedalen och Jämtland. Ån har sin källa i Stor-Lövsjön (sydsamiska: Strovhtehke) i Härjedalen och mynnar ut i Arån vid en punkt cirka 2 km nedströms den öde byn Lövdalen i södra Jämtland.